# Amblypodia hagius
Amblypodia hagius är en fjärilsart som beskrevs av Hans Fruhstorfer 1934. Amblypodia hagius ingår i släktet Amblypodia och familjen juvelvingar. Inga underarter finns listade i Catalogue of Life.